# Distribución (negocios)
La distribución, en el ámbito empresarial, es aquel conjunto de actividades que se realizan para poner un producto o servicio a disposición de los consumidores que quieren comprarlo. Esto lo puede hacer el fabricante o proveedor de manera directa, o bien usando canales indirectos a través de distribuidores o intermediarios. 
La distribución comercial es uno de los cuatro elementos de la mezcla de marketing, y es responsable de que aumente el valor tiempo y el valor lugar de un bien. Por ejemplo, una bebida refrescante tiene un valor por su marca, imagen, etc., y la distribución comercial aumenta el valor tiempo y valor lugar poniéndola a disposición del cliente en el momento y lugar en que la necesita o desea comprarla. 
En algunos casos, la distribución de productos de marca puede conducir a una relación ruin e insana entre proveedor y distribuidor. Mientras el primero tiene por objeto hacer llegar el producto (bien o servicio) hasta el consumidor, el segundo lo puede hacer de cualquier forma a cualquier precio y desprestigiando la marca que representa, pudiendo incluso interponerse entre el fabricante y consumidor final.  
Otro ejemplo sería una operación directa entre fabricante y consumidor donde la competencia es nula por características técnicas, el distribuidor puede aprovechar para ofrecer más caro de lo habitual un producto a un competidor para que este gane una operación con tu artículo de características únicas.

## Descripción
La distribución es uno de los aspectos o variables de la mezcla de mercadotecnia (marketing mix). Forma parte de las llamadas «Cuatro P's» del marketing clásico. Las otras tres partes originales son producto, precio y promoción; actualmente se agregan personas, procesos y evidencia física (Physical Evidence) en el caso del marketing de servicios.
Para que las ventas se produzcan no basta con tener un producto bueno, a un precio conveniente y que sea conocido por los consumidores, sino que es necesario además que sea accesible para los consumidores. En este sentido, es preciso situar el producto en los puntos de venta donde los consumidores adquieren los bienes.
Las decisiones sobre distribución tienen para la empresa un carácter estratégico, ya que no es tan fácil modificar un canal de distribución como pueda serlo actuar sobre otras variables. Son aspectos regulados por vínculos contractuales (cuando intervienen otras empresas) o que han exigido cuantiosas inversiones (desarrollo de una red propia) y, por ello, las modificaciones solo se pueden contemplar en el largo plazo. Aunque la configuración del sistema es una decisión estructural, existen también cuestiones tácticas que pueden modificarse en el corto plazo y que afectan a la distribución, como por ejemplo los márgenes en los distribuidores, acciones promocionales, etc.
La posición que la empresa ocupa en el proceso de distribución es un elemento crucial en los problemas a que se enfrenta. Así, una empresa de fabricación tendrá que decidir sobre los canales de distribución que utiliza, las funciones que asume, las condiciones y el grado de presencia que quiere que tengan sus productos en el mercado, mientras que para una empresa de distribución, las decisiones estribarán en la selección de proveedores, la negociación con ellos de las condiciones de las transacciones y la búsqueda de un mercado rentable donde actuar con sus establecimientos comerciales. Esta diferenciación, en la medida en que se dan fenómenos de integración y de absorción de determinadas funciones por parte de los fabricantes o distribuidores, es cada vez más difícil de establecer.
La distribución desempeña también un importante papel social, en la medida en que tiene efectos sobre la economía de un país en su conjunto. Con cierta frecuencia se formula una crítica contra las estructuras de distribución, basada en la diferencia que existe entre el precio de venta del fabricante o productor y el precio final de venta al público. Esta crítica es infundada, en la medida en que esa diferencia de precios o margen debe servir para retribuir el conjunto de funciones asumidas en el proceso de distribución y no constituye, salvo una pequeña parte, el beneficio del intermediario. Por otra parte, cuanto mejor es el servicio ofrecido en la distribución, será más costoso dicho proceso. Así, por ejemplo, un sistema de distribución con un mayor número de puntos de venta, lo que supone al consumidor desplazamientos más cortos para adquirir el producto, implica un sistema de distribución más costoso.
En los procesos de desarrollo se observa una doble tendencia. De una parte, la distribución se racionaliza, reduciendo sus costes mediante establecimiento de mayor tamaño, mejor gestión de compras, reducción de inventarios, sistemas de transporte más eficientes, etc., lo que supone una posibilidad de reducir los márgenes comerciales. Por otra parte, los consumidores exigen un mejor servicio en los establecimientos de distribución, y la respuesta a esta exigencia, es incurrir en mayores costes de distribución. Estas tendencias coexisten en el mercado, en la medida en que los consumidores no son todos homogéneos y existen segmentos diferenciados.

## Decisiones sobre la distribución

### Las decisiones sobre distribución deben responder preguntas como
- ¿Qué canales de distribución se deben utilizar?
- ¿Debería el producto venderse a través de comercio?
- ¿Debería el producto distribuirse a través de mayoristas?
- ¿Deberían utilizarse un canal de venta multinivel?
- ¿Cuántos intermediarios debería tener el canal de distribución?
- ¿Dónde debería estar disponible el producto o servicio?
- ¿Cuándo debería estar disponible el producto o servicio?
- ¿La distribución debería ser exclusiva o extensiva?
- ¿Quién debería controlar el canal de distribución?
- ¿Las relaciones en el canal deberían ser informales o contractuales?
- ¿Los miembros del canal deberían compartir la publicidad?
- ¿Deberían utilizarse métodos de distribución electrónica?
- ¿Hay alguna limitación en la distribución física y logística?
- ¿Cuánto costará mantener un inventario de productos en las estanterías de las tiendas y en los almacenes de los miembros del canal?

## Canales de distribución
El concepto de canales de distribución es sencillo, es un camino seguido por un producto o servicio, para ir desde la fase de producción a la de adquisición y consumo. Lo forman las organizaciones que realizan las funciones de distribución, los intermediarios. Además, las organizaciones de canales de distribución pueden ser interna o externas a la empresa productora.
La separación geográfica entre compradores y vendedores y la imposibilidad de situar la fábrica frente al consumidor hacen necesaria la distribución (transporte y comercialización) de bienes y servicios desde su lugar de producción hasta su lugar de utilización o consumo.
Con frecuencia existe una cadena de intermediarios, en la que cada uno pasa el producto al siguiente eslabón, hasta que finalmente alcanza al consumidor o usuario final. Este proceso se conoce como canal de distribución o cadena. Cada uno de los elementos del canal tiene sus propias necesidades, que el productor debe considerar junto con las del usuario final.

### Tipos de canales de distribución.

#### Clasificación según la longitud del canal. Nos encontramos con el canal directo y con el canal indirecto, el cual puede ser corto o largo.
1. Canal de bienes de consumo: Utilizado para el traslado de producto físicos, desde el productor al consumidor final.
2. Canal industrial o de bienes industriales: Utilizado para el traslado de producto físicos. Para que sean incorporados al proceso productivo o al desarrollo de tareas industriales.
3. Canal de servicios: Objeto de la transacción. No es un producto físico, también puede ser un servicio (Bien intangible). Los destinatarios del servicio pueden ser consumidores finales o industriales.
4. Otras clasificaciones y tipologías de canales:

Y
1. Canales tradicionales: No han incorporado tecnologías avanzadas.
2. Canales automatizados: Usan tecnología como medio básico en las relaciones de intercambio.
3. Canales audiovisuales: Combinan diferentes medios; televisión como medio divulgador, teléfono y empresa de transporte como medio de contacto.
4. Canales electrónicos: Se combina el teléfono y la informática. Internet.

#### Clasificación según la forma de organización
1. Canales independientes: No existen relaciones organizadas entre componentes.
2. Canales administrativos: Coordinados informalmente, a través de programas desarrollados por uno o varias empresas, que actúan como líderes, por su capacidad de control del resto de componentes del canal.

### Tipos de intermediarios
- Agente, son personas íntimamente relacionadas con la empresa que deben respetar zonas geográficas de venta y cumplir cuotas
- Mayoristas adquieren sus productos directamente de los fabricantes o de los agentes, venden a los minoristas u otros fabricantes
- Minorista (también llamado detallista), que vende al cliente final.

Los canales de distribución no se pueden restringir a los productos físicos. Pueden ser importantes para promover un servicio desde el productor al consumidor en ciertos sectores, ya que ambos canales, directos e indirectos, pueden ser utilizados. Los hoteles, por ejemplo, pueden vender sus servicios directamente o con agentes, operadores de viaje, líneas aéreas, tableros turísticos, sistemas centralizados de reservas, el etc.
También ha habido algunas innovaciones en la distribución de servicios. Por ejemplo, ha habido un aumento en las franquicias y en los servicios de alquiler, y, la última novedad, ofreciendo cualquier cosa a través de las televisiones. También hay una cierta evidencia de la integración del sector de servicios, con distintos servicios ofreciéndose juntos, particularmente en los sectores del transporte y turismo. Por ejemplo, los acoplamientos ahora existentes entre las líneas aéreas, los hoteles y los servicios de alquiler de coches. Además, ha habido un aumento significativo en los distribuidores al por menor para el sector de servicios.

### Miembros de los canales
Los canales de distribución pueden tener distintos niveles. Kotler definió el nivel más simple, el del contacto directo sin intermediarios implicados, como el canal nivel cero.
El nivel siguiente, es el canal nivel uno, caracterizado por un intermediario.en bienes de consumo un minorista, para las mercancías industriales un distribuidor. En mercados pequeños (y países pequeños) es práctico llegar a todo el mercado usando apenas los niveles cero y uno.
En mercados grandes (y en países más grandes) un segundo nivel, distribuidor por ejemplo, se utiliza principalmente para ampliar la distribución a un gran número de minoristas de cada vecindad.
En Japón la cadena de la distribución es más compleja y se utilizan otros niveles, incluso para el más simple de los bienes de consumo.

### Estructura de los canales
A los varios niveles de la distribución, a los que se refieren como la longitud de canal, Lancaster y Massingham también agregaron otro elemento estructural, la relación entre sus miembros:
- Convencional o de flujo libre, canal con una gama de intermediarios por donde llegan las mercancías al usuario final.
- Transacción única, un canal temporal que se puede instalar para una transacción; por ejemplo, la venta de un proyecto específico.
- Sistema de comercialización vertical, es aquel en que los elementos de la distribución se integran.

### Mercado interior
Muchos de los pri internos.
En algunas organizaciones esto puede estar formalizado, pues las mercancías se transfieren entre las distintas partes de la organización con un precio de transferencia. Para fines prácticos, con la excepción posible del mecanismo de tasación en sí mismo, este proceso se debe ver como relación normal entre comprador y vendedor. El hecho de que este sea un mercado prisionero, dando por resultado un precio de monopolio, no debe desalentar a los participantes de emplear técnicas de comercialización.
Menos obvio, pero práctico, es el uso de la comercialización por servicio entre departamentos administrativos; para optimizar su contribución a sus clientes del resto de la organización, los ejemplos de organizaciones no lucrativas al tratar con sus clientes, ofrecen un paralelo muy útil.

### Decisiones de canal
- Estrategia total
- Estrategia del canal
- Producto

## Gerencia del canal
La decisión de elegir canal es muy importante. En teoría por lo menos, hay una forma de compensación: el coste de intermediarios que se usan para alcanzar una distribución más amplia se supone menor que el beneficio que proporciona. De hecho, la mayoría de los fabricantes de bienes de consumo nunca podrían asumir el coste de venta directo a sus consumidores, a no ser por correo contra reembolso. En la práctica, si el productor es bastante grande, el uso de intermediarios (particularmente el agente y el comerciante) puede costar a veces más que la venta directa.
Muchas de las discusiones teóricas sobre los canales giran alrededor del coste y la mayoría de las decisiones prácticas se refieren al control del consumidor. Una compañía pequeña no tiene ningún alternativa para utilizar intermediarios, a menudo varios escalones de ellos, pero las compañías grandes sí tienen la opción.
Sin embargo, muchos productores parecen asumir que, una vez que su producto se haya vendido en el canal al principio de la cadena de distribución, su trabajo se acaba. Pero esa cadena de distribución asume solamente una parte de la responsabilidad del productor, y si este tiene cualesquiera aspiraciones a orientar comercialmente, su trabajo se debe ampliar a manejar indirectamente todos los procesos implicados en esa cadena hasta que el producto o el servicio llega al usuario final. Esto puede implicar un número de decisiones por parte del fabricante:
- Calidad de los miembros del canal
- Motivación del canal
- Canales de supervisión y de manejo

### Calidad de los miembros del canal
1. Distribución intensiva, donde la mayoría de revendedores almacena y compite con el precio del producto, (con productos de conveniencia, por ejemplo, y particularmente con marcas líderes en mercados de bienes de consumo). Ej. refresco de cola
2. Distribución selectiva, este es el patrón normal entre consumidor y mercados industriales, donde algunos revendedores especializados almacenan el producto. Ej. la gasolina
3. Distribución exclusiva, en que solamente se permite a unos revendedores especialmente seleccionados (generalmente solamente uno por área geográfica) vender el producto. Ej. automóviles, a través de su red de concesionarios.

### Motivación del canal
Es difícil motivar a empleados directos para promocionar las ventas, y la motivación de los dueños y de los empleados de organizaciones independientes en una cadena de distribución requiere mayor esfuerzo. Hay muchos dispositivos para alcanzar tal motivación. Quizás el más usado generalmente sea el soborno: el fabricante ofrece un margen mejor, para tentar a los dueños del canal a empujar el producto más que a sus competidores; o se ofrece una competición al personal de ventas de los distribuidores, para tentarles a vender el producto propio. En el otro extremo del espectro está la relación casi simbiótica que el fabricante en algunos campos desarrolla con sus agentes, donde el personal del agente se entrena según el método del propio personal de fábrica.

### Supervisar y manejar el canal
De la misma manera que las propias ventas de la organización y las actividades de la distribución necesitan ser supervisadas y manejadas, hay que cuidar las de la cadena de distribución.
En la práctica, por supuesto, muchas organizaciones utilizan una mezcla de diversos canales; pueden complementar una fuerza de ventas directa, manejando a los clientes grandes, con agentes que cubren los clientes más pequeños.

### Los canales asociados o comercio asociado.
Son las actividades realizadas por diferentes establecimientos, siendo de distinta propiedad, asociados a través de diferentes fórmulas. Pueden ser asociaciones horizontales o verticales.
1. Cooperativas de detallistas: Reagrupación del comercio independiente. Organizaciones horizontales de detallistas integrados a un nivel de mayoristas. Además, también proporcionan servicios de marketing, administración...
2. Canales voluntarias: Réplica a las agrupaciones de detallistas. Formadas a iniciativas de una o más mayoristas, para un mejor funcionamiento de sus actividades.
3. Franquicias (Relación contractual entre franquiciador y franquiciado).
  - Franquiciador: Cede su "know how". Derechos de comercialización de sus productos.
  - Franquiciado: Opera bajo el nombre comercial, con un formato y sistema operativo, controlado por el fanquiciador.

### Comercialización vertical
Este desarrollo relativamente reciente integra el canal con el abastecedor original, tanto el productor como distribuidores y minoristas trabajan en un sistema unificado. Esto puede darse porque un miembro de la cadena posee los otros elementos (a menudo llamado integración corporativa de sistemas); un fabricante que posea sus propios distribuidores al por menor, sería integración delantera. Si un minorista posee sus propios fabricantes, ésta sería integración posterior. (por ejemplo, MFI, el minorista de los muebles, posee Hygena que hace sus unidades de cocina y dormitorio.) La integración puede también estar por licencia (tal como la ofrecida por las hamburguesas de McDonald's y las ropas de Benetton) o por cooperación simple (de la manera que la marca Spencer coopera con sus abastecedores).
Los acercamientos alternativos son sistemas contractuales, utilizados a menudo por vendedores al por mayor o cooperativas de venta al por menor, con sistemas de comercialización administrados donde un miembro dominante de la cadena de distribución utiliza su posición para coordinar las actividades de los demás, han sido tradicionalmente la forma usada por los fabricantes.
La intención de la comercialización vertical es controlar desde el fabricante en un extremo al minorista en el otro, la cadena de distribución. Esto elimina un sistema de variables de las ecuaciones de la comercialización.
Otra investigación indica que la integración vertical es una estrategia que se persigue lo más posible en la etapa madura del mercado o del producto. En las primeras etapas puede reducir beneficios. Es discutida porque también aparta la atención del negocio verdadero de la organización, ya que los fabricantes sobresalen raramente en operaciones al por menor y, en teoría, los minoristas deben centrarse en sus negocios de ventas más que en instalaciones de fabricación (la marca Spencer, por ejemplo, proporciona cantidades considerables de asistencia técnica a sus proveedores, pero no los posee).

### Comercialización horizontal
El mágico ejemplo propuesto por Walt Disney, algo menos frecuente, de acercamiento horizontal a los canales, es cuando dos o más organizaciones no competidoras forman una empresa a riesgo compartido, una operación de marketing conjunto, porque este está más allá de la capacidad de cada organización individual.